# Aspreno I Colonna
Aspreno I Colonna Doria (Roma, 10 settembre 1787 – Roma, 3 febbraio 1847) è stato un principe e politico italiano.

## Biografia
Aspreno I Colonna Doria (principe di Avella e duca di Tursi per eredità materna, poi XIII Principe di Paliano) nacque a Roma il 10 settembre 1787 da Fabrizio Colonna (1761-1813) e sua moglie Bianca Maria III Doria (1763-1829), erede dei Doria Del Carretto Sforza Visconti . Fabrizio (fratello minore di Filippo (1760-1818), XII principe di Paliano, connestabile del regno di Napoli e Principe assistente al soglio pontificio), era un uomo politico e diplomatico, cooptato da Napoleone Bonaparte nel cosiddetto Sénat conservateur nel 1810.
Aspreno I Colonna sposò a Roma, il 20 marzo 1819, donna Maria Giovanna Cattaneo della Volta (1790-1876), figlia di don Augusto Cattaneo della Volta 5º Principe di San Nicandro, duca di Termoli, Patrizio Napoletano e Patrizio Genovese.
Erede per parte materna dei principi di Avella e duchi di Tursi, assunse i titoli e il patrimonio con l'intero fedecommesso dei Colonna di Paliano, dopo la morte dello zio Filippo III scomparso nel 1818 privo di eredi maschi. Assunse inoltre la posizione di Principe assistente al Soglio pontificio e la carica ereditaria di Gran connestabile del regno di Napoli.
Il Principe Colonna morì il 3 febbraio 1847 a Roma.

## Matrimonio e discendenza
Aspreno I Colonna e Donna Maria Giovanna Cattaneo della Volta ebbero:
- Don Giovanni Andrea I Colonna, (27 gennaio 1820 - 12 febbraio 1894), XIV principe di Paliano e ultimo Gran Conestabile ereditario; sposò a Roma, il 20 febbraio 1843, donna Isabella Álvarez de Toledo (1823-1867), figlia primogenita dell'aristocratico e uomo politico spagnolo don Pedro de Alcántara Álvarez de Toledo y Palafox, XIII marchese di Villafranca del Bierzo e XVII duca di Medina Sidonia;
- Donna Teresa Colonna (1823 – 1875); sposò Alessandro Raffaele Torlonia;
- Don Carlo Colonna (1826 – 1857), duca di Castiglione Altibrandi; sposò nel 1856 Adèle d'Affry;
- Don Edoardo Colonna (2 luglio 1833 – 10 ottobre 1904); sposò a Napoli, il 29 aprile 1863, Donna Maria Brunas Serra, figlia di Luciano Brunas Serra e di Donna Giovanna Filangieri 7ª Duchessa di Cardinale; fu capostipite dei principi di Summonte, titolo trasmessogli dal padre per eredità Doria Del Carretto.

## Ascendenza
|                                                              |                                           |                                                       | Genitori                                               |  |  | Nonni |  |  | Bisnonni                                    |  |  | Trisnonni                                    |  |
|                                                              |                                           |                                                       |                                                        |  |  |       |  |  | Fabrizio II Colonna, IX principe di Paliano |  |  | Filippo II Colonna, VIII principe di Paliano |  |
|                                                              |                                           |                                                       |                                                        |  |  |       |  |  | Fabrizio II Colonna, IX principe di Paliano |  |  | Filippo II Colonna, VIII principe di Paliano |  |
|                                                              |                                           | Olimpia Pamphili                                      |                                                        |  |  |       |  |  | Fabrizio II Colonna, IX principe di Paliano |  |  |                                              |  |
| Lorenzo Onofrio II Colonna, X principe di Paliano            |                                           |                                                       |                                                        |  |  |       |  |  | Fabrizio II Colonna, IX principe di Paliano |  |  |                                              |  |
|                                                              |                                           | Caterina Zefirina Salviati                            | Antonio Maria Salviati, III duca di Giuliano           |  |  |       |  |  |                                             |  |  |                                              |  |
|                                                              |                                           | Caterina Zefirina Salviati                            | Antonio Maria Salviati, III duca di Giuliano           |  |  |       |  |  |                                             |  |  |                                              |  |
|                                                              |                                           | Caterina Zefirina Salviati                            | Maria Lucrezia Rospigliosi                             |  |  |       |  |  |                                             |  |  |                                              |  |
| Fabrizio Colonna di Paliano                                  |                                           | Caterina Zefirina Salviati                            |                                                        |  |  |       |  |  |                                             |  |  |                                              |  |
|                                                              |                                           | Carlo Filiberto II d'Este, V marchese di San Martino  | Sigismondo III d'Este, IV marchese di San Martino      |  |  |       |  |  |                                             |  |  |                                              |  |
|                                                              |                                           | Carlo Filiberto II d'Este, V marchese di San Martino  | Sigismondo III d'Este, IV marchese di San Martino      |  |  |       |  |  |                                             |  |  |                                              |  |
|                                                              |                                           | Carlo Filiberto II d'Este, V marchese di San Martino  | Maria Teresa Grimaldi                                  |  |  |       |  |  |                                             |  |  |                                              |  |
| Marianna d'Este di San Martino in Rio                        |                                           | Carlo Filiberto II d'Este, V marchese di San Martino  |                                                        |  |  |       |  |  |                                             |  |  |                                              |  |
|                                                              |                                           | Maria Teresa Grimaldi                                 | Giuseppe Valeriano Sfondrati, IV duca di Montemarciano |  |  |       |  |  |                                             |  |  |                                              |  |
|                                                              |                                           | Maria Teresa Grimaldi                                 | Giuseppe Valeriano Sfondrati, IV duca di Montemarciano |  |  |       |  |  |                                             |  |  |                                              |  |
|                                                              |                                           | Maria Teresa Grimaldi                                 | Maria Campeggi                                         |  |  |       |  |  |                                             |  |  |                                              |  |
| Aspreno I Colonna, XII principe di Paliano                   |                                           | Maria Teresa Grimaldi                                 |                                                        |  |  |       |  |  |                                             |  |  |                                              |  |
|                                                              | Andrea Doria Landi, marchese di Torriglia | Giovanni Andrea III Doria Landi, IX principe di Melfi |                                                        |  |  |       |  |  |                                             |  |  |                                              |  |
|                                                              | Andrea Doria Landi, marchese di Torriglia | Giovanni Andrea III Doria Landi, IX principe di Melfi |                                                        |  |  |       |  |  |                                             |  |  |                                              |  |
|                                                              | Andrea Doria Landi, marchese di Torriglia | Anna Pamphili                                         |                                                        |  |  |       |  |  |                                             |  |  |                                              |  |
| Francesco Doria Sforza Visconti                              | Andrea Doria Landi, marchese di Torriglia |                                                       |                                                        |  |  |       |  |  |                                             |  |  |                                              |  |
|                                                              |                                           | Bianca Maria von Sinzendorf-Neuburg                   | Johann Wilhelm Edmund, conte di Sinzendorf-Neuburg     |  |  |       |  |  |                                             |  |  |                                              |  |
|                                                              |                                           | Bianca Maria von Sinzendorf-Neuburg                   | Johann Wilhelm Edmund, conte di Sinzendorf-Neuburg     |  |  |       |  |  |                                             |  |  |                                              |  |
|                                                              |                                           | Bianca Maria von Sinzendorf-Neuburg                   | Bianca Maria Sforza, IX marchesa di Caravaggio         |  |  |       |  |  |                                             |  |  |                                              |  |
| Bianca Doria, duchessa di Tursi                              |                                           | Bianca Maria von Sinzendorf-Neuburg                   |                                                        |  |  |       |  |  |                                             |  |  |                                              |  |
|                                                              |                                           | Lazzaro Doria del Carretto, marchese di Tizzano       | Domenico Doria del Carretto                            |  |  |       |  |  |                                             |  |  |                                              |  |
|                                                              |                                           | Lazzaro Doria del Carretto, marchese di Tizzano       | Domenico Doria del Carretto                            |  |  |       |  |  |                                             |  |  |                                              |  |
|                                                              |                                           | Lazzaro Doria del Carretto, marchese di Tizzano       | Ottavia Carmagnola                                     |  |  |       |  |  |                                             |  |  |                                              |  |
| Maria Giovanna Doria del Carretto, VII principessa di Avella |                                           | Lazzaro Doria del Carretto, marchese di Tizzano       |                                                        |  |  |       |  |  |                                             |  |  |                                              |  |
|                                                              |                                           | Giovanna Maria Teresa Doria, VI principessa di Avella | Giovanni Andrea Mariano Doria, IV principe di Avella   |  |  |       |  |  |                                             |  |  |                                              |  |
|                                                              |                                           | Giovanna Maria Teresa Doria, VI principessa di Avella | Giovanni Andrea Mariano Doria, IV principe di Avella   |  |  |       |  |  |                                             |  |  |                                              |  |
|                                                              |                                           | Giovanna Maria Teresa Doria, VI principessa di Avella | Livia Grillo                                           |  |  |       |  |  |                                             |  |  |                                              |  |
|                                                              |                                           | Giovanna Maria Teresa Doria, VI principessa di Avella |                                                        |  |  |       |  |  |                                             |  |  |                                              |  |